# Venetie
Venetie – jednostka osadnicza w Stanach Zjednoczonych, w stanie Alaska, w okręgu Yukon–Koyukuk.